# Mammal Hands
Mammal Hands is een Britse band uit Norwich. Leden zijn Jordan Smart op saxofoon, Nick Smart op piano en Jesse Barrett op drums en tabla.
De stijl van de band is een combinatie van ambient, jazz, elektronische muziek en wereldmuziek.
Mammal Hands heeft samen getourd met GoGo Penguin, een band die verwante muziek speelt. Beide bands hebben albums uitgebracht op het label Gondwana Records.

## Discografie

### Studio-albums
| Titel            | Details                                                                                           |
| ---------------- | ------------------------------------------------------------------------------------------------- |
| Animalia         | - Uitgegeven: 15 september 2014 - Label: Gondwana Records - Formaat: vinyl, cd, digitale download |
| Floa             | - Uitgebracht: 27 mei 2016 - Label: Gondwana Records - Formaat: vinyl, cd, digitale download      |
| Shadow Work      | - Uitgegeven: 27 oktober 2017 - Label: Gondwana Records - Formaat: vinyl, cd, digitale download   |
| Capturde Spirits | - Uitgegeven: 11 september 2020 - Label: Gondwana Records - Formaat: vinyl, cd, digitale download |

### EP
| Titel    | Details                                                                                      |
| -------- | -------------------------------------------------------------------------------------------- |
| Becoming | - Uitgebracht: 2 november 2018 - Label: Gondwana Records - Formaat: vinyl, digitale download |